# 앤 보니
앤 보니(Anne Bonny, 1702년 3월 8일 ~ 1782년 4월 22일)는 카리브 해 일대에서 활동한 아일랜드계 해적이다. 메리 리드와 함께 기록상에 남은 유일한 여성 해적으로 유명하지만, 정작 그 삶에 대해서는 알려진 것이 매우 적다.
초기 생애에 대해서는 알려진 바가 거의 없으며, 젊어서 북아메리카로 이주했다. 개척민 생활은 매우 고되었다. 이주한 지 얼마 되지 않아 어머니가 죽었고, 아버지는 변호사가 되려 했으나 일이 잘 풀리지 않아 결국 상업에 뛰어들었고, 어느 정도 자산을 쌓았다. 보니는 붉은 머리카락을 가졌으며 성격이 괄괄했다. 이후 아버지의 재산을 노린 가난한 선원 제임스 보니와 결혼했다.
바하마로 건너간 보니는 그 지역 해적을 대상으로 하는 술집을 경영했고, 존 래컴을 만나 그 애인이 되었다. 보니는 쿠바에서 래컴의 아이를 낳고, 남편과 이혼한 뒤 래컴과 결혼했다. 보니 및 메리 리드가 포함된 래컴 해적단은 슬루프함 리벤지 호를 탈취하여 도주, 해적질을 했다.
1720년, 래컴 해적단이 해적 사냥꾼 조나단 바네트에게 나포되었다. 대부분의 선원들은 술에 취하거나 잠이 덜 깨서 저항 불능 상태였지만, 보니와 리드, 그리고 이름을 알 수 없는 남자까지 세 명은 끝까지 격렬히 저항했다. 래컴 해적단은 모조리 자마이카로 송치되어 사형을 선고받았으나, 보니와 리드는 임신 중이었기에 사형이 유예되었다. 수감된 래컴을 본 보니는 “남자답게 싸웠다면 개처럼 목 매달릴 일도 없었을 것이다”라고 힐난했다.
리드는 출산 후유증으로 추측되는 열병으로 1721년 사망했지만, 보니는 죽었다는 기록도, 석방되었다는 기록도, 탈옥했다는 기록도, 사형당했다는 기록도 없고, 이후 존재가 증발한다. 아버지가 보석금을 내어서 석방되었다던가, 전남편에게 돌아갔다던가, 다른 이름으로 계속 해적 행위를 했다던가 추측만 무성할 뿐이다. 《옥스포드 인명사전》에 따르면 아버지에 의해 석방되어 래컴의 둘째 아이를 낳았던 사우스캐롤라이나로 돌아가 그 지역 남자와 결혼하고 점잖은 부인으로 살다가 1782년에 향년 80세로 사망했다고 한다.